# مورتال کامبت: نابودی
مورتال کامبت: نابودی (به انگلیسی: Mortal Kombat: Annihilation) فیلمی در ژانر رزمی فانتزی محصول سال ۱۹۹۷ ایالات متحده و به کارگردانی جان آر. لئونتی است که بر اساس مجموعه بازی‌های مبارزه‌ای مورتال کامبت ساخته شده‌است و دنباله‌ای بر فیلم مورتال کامبت در سال ۱۹۹۵ به‌شمار می‌رود. در این فیلم بازیگرانی همچون رابین شو، برایان تامپسون، جیمز رمار، تالیسا سوتو و موستا واندر ایفای نقش کرده‌اند.

## داستان
موجودی به نام شائو کان بر زمین حمله و می‌شود و مردم را می کشد.شش قهرمان هم به رهبری ایزد کهن رعد به جنگ شائو کان می روند

## بازیگران
- رابین شو در نقش لیو کانگ
- برایان تامپسون در نقش شائو کان
- جیمز رمار در نقش رِی‌دِن
- تالیسا سوتو در نقش کیتانا
- ساندرا هس در نقش سونیا بلید
- موستا واندر در نقش سیندل
- مارجین هلدن در نقش شیوا
- راینر شونه در نقش شیناک
- کیت کوک در نقش ساب-زیرو
- لایتفوت در نقش نایت‌ولف
- ایرینا پانتائوا در نقش جید
- جی. جی پری در نقش‌های اسکورپیون، سایرکس و نوب سایبات
  - اد بون صداپیشه اسکورپیون
- کریس کنراد در نقش جانی کیج
- دانا هی در نقش میلینا
- ری پارک در نقش رپتایل
- تایرن ویگینس در نقش رین
- لنس لگو در نقش ایزد کهن آتش
- کارولین سیمور در نقش ایزد کهن آب

## بازخورد
این فیلم پس از انتشار در سراسر دنیا ، توسط منتقدین مختلف مورد توجه قرار گرفت و نقد های بیشماری کسب کرد که بیشترشان منفی بودند. سایت معتبر IMDB پس از انتشار فیلم، به این فیلم نمره ی منفی ۳.۳ داد و گفت:
《 این فیلم بازیگرانی افتضاح ، داستانی پوچ و جلوه های ویژه ی غیر قابل تصور و وحشتناکی دارد. 》